# Bernhard Frank
Bernhard Frank (Francoforte sul Meno, 15 luglio 1913 – 29 giugno 2011) è stato un militare tedesco. È stato tenente colonnello (Obersturmbannführer) ed è conosciuto per aver messo agli arresti domiciliari, il 25 aprile del 1945, il gerarca nazista Hermann Göring, su ordine di Adolf Hitler, senza poi eseguire gli ordini successivi, quindi alla sua esecuzione capitale.
Partecipò alla Seconda Guerra Mondiale e fu responsabile di massacri di ebrei in Ucraina.
Fu uno dei pochi ufficiali delle SS a partecipare ai riti che si tenevano al castello di Wewelsburg.
Scrisse nel dopoguerra il libro: Hitler, Göring and the Obersalzberg.